# Free Yourself
Free Yourself è il primo album discografico in studio della cantante statunitense Fantasia Barrino, vincitrice di American Idol, pubblicato nel 2004.

## Tracce
1. Ain't Gon' Beg You – 4:14 (Damon Thomas, Harvey Mason Jr., Antonio Dixon)
2. Free Yourself (feat. Missy Elliott) – 4:18 (Craig Brockman, Missy Elliott)
3. Truth Is – 3:55 (Ronald Isley, O'Kelly Isley Jr., Rudolph Isley, Ernie Isley, Marvin Isley, Carsten Schack, Alex Cantrell)
4. Selfish (I Want You to Myself) (feat. Missy Elliott) – 3:24 (Elliott)
5. Summertime – 2:46 (George Gershwin, Ira Gershwin, DuBose Heyward)
6. Baby Mama – 4:15 (Barbara Acklin, Vito Colapietro, Neely Dinkins, Harold Lilly, Eugene Record)
7. Got Me Waiting – 3:51 (Ciara Harris, Jermaine Dupri, Johnta Austin, Bryan-Michael Cox)
8. It's All Good – 4:05 (Rodney Jerkins, Ricky Lewis, Sean Garrett)
9. You Were Always on My Mind (feat. arrangiamenti archi di David Campbell) – 3:43 (Johnny Christopher, Mark James, Wayne Carson Thompson)
10. Good Lovin' – 3:53 (Brockman, Elliott)
11. Don't Act Right (feat. Jazze Pha) – 4:03 (Phalon Alexander, Charles Pettaway, Johnta Austin, Zachary Wallace)
12. This Is Me – 3:33 (Thomas, Mason Jr., Dixon)
13. I Believe (feat. arrangiamenti archi di David Campbell) – 5:00 (Louis Biancaniello, Tamyra Gray, Sam Watters)